# Барабинск
Барабинск (рус. Барабинск) град је у Русији у Новосибирској области. Према попису становништва из 2010. у граду је живело 30394 становника.

## Становништво
| 1939.  | 1959.  | 1970.  | 1979.  | 1989.  | 2002.  | 2010.  |
| ------ | ------ | ------ | ------ | ------ | ------ | ------ |
| 29.988 | 40.878 | 37.274 | 37.286 | 36.501 | 32.501 | 30.394 |